# کیتی گلد
کیتی گلد (به انگلیسی: Katie Gold) بازیگر پورنوی آمریکایی است.

## جایزه‌ها
- ۱۹۹۸ جایزه ای‌وی‌ان٫ برنده جایزه بهترین صحنه سکس گروهی برای بازی در Gluteus to the Maximus
- ۱۹۹۸ جایزه ای‌وی‌ان٫ برنده جایزه بهترین بازیگر زن نقش مکمل برای بازی در Pornogothic
- ۱۹۹۹ جایزه ایکس‌آرکو٫ برنده جایزه زن دلفریب گمنام